# Амораи
Амораите (на иврит: אָמוֹרָאִים, амораим; ед. число – амора, букв. на арамейски – говорещ/и, произнасящ/и) са законоучители и духовни водачи на еврейския народ, живели в периода от завършването на Мишна (началота на III в.) до завършването както на йерусалимския (IV в.), така и на вавилонския (V в.) талмуд.
Амораите действат като устни преводачи на ученията на танаите, техните изказвания и логически конструкции, посветени на анализите на Мишна, съставят Гемара. В талмуда са споменати общо 1932 амораи.
Приемници на амораите са савораите.
Прието е условно да се делят на 9 поколения (първото от които е преходно от танаите).
| Времеви показател на амораите в историята на юдаизма |
| ---------------------------------------------------- |
| пари танаи амораи савораи гаони ришоним ахароним     |